# SIPP

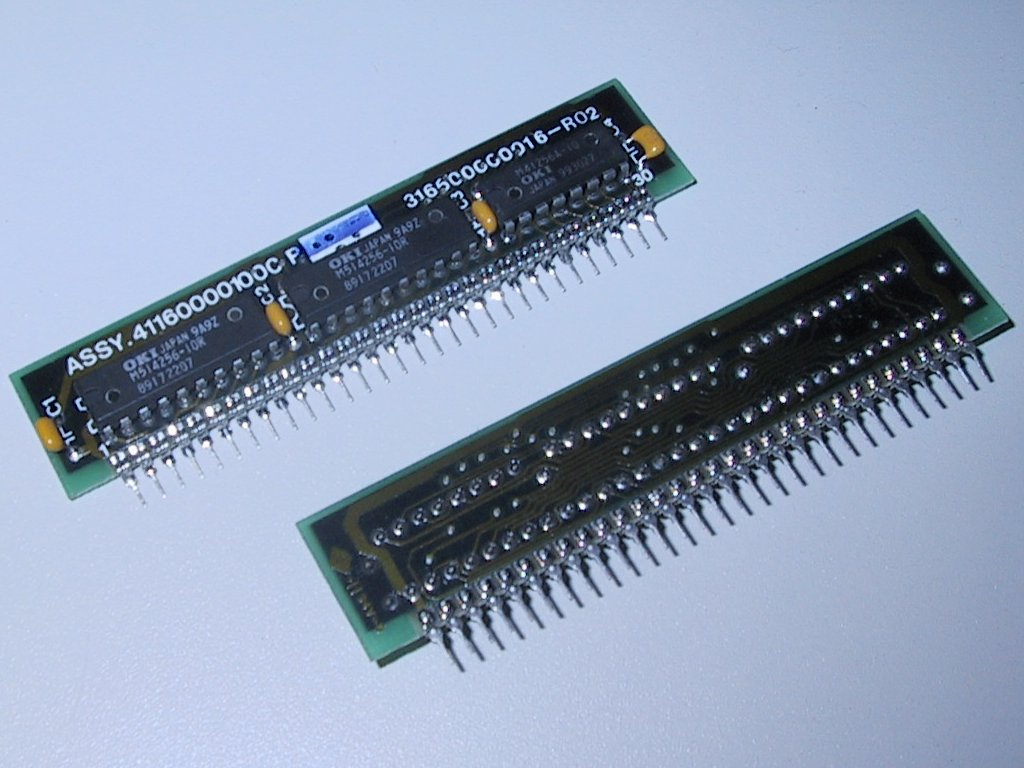
Dva paměťové moduly SIPP

SIPP (anglicky Single Inline Pin Package) je druhá generace pamětí DRAM (jedná se tedy o paměť s náhodným přístupem), která je výsledkem tržní poptávky po snadné montáži na základních deskách s paměťmi RAM. SIPP moduly se skládaly z malého plošného spoje, na které bylo namontováno množství paměťových čipů. Měl 30 pinů podél jednoho okraje, což odstranilo potřebu každý DRAM čip namontovat individuálně. Paměť se pak vkládala do připravených slotů na základní desce, což do té doby na PC platformě rozšířené nebylo. Tento typ paměti se používal především na systémech 80286 a 386SX. Později byl nahrazen paměťmi SIMM, které se ukázaly jako snadnější pro instalaci.
30pinové SIPP moduly jsou kompatibilní s 30pinovými SIMM moduly, což zároveň vysvětluje, proč některé moduly SIPP byly ve skutečnosti moduly SIMM s vývody připájenými na konektory.